# Marine Bolliet
Marine Bolliet (Chambéry, 14 de enero de 1988) es una deportista francesa que compitió en biatlón. Ganó dos medallas en el Campeonato Europeo de Biatlón de 2011.

## Palmarés internacional
| Campeonato Europeo | Campeonato Europeo   | Campeonato Europeo | Campeonato Europeo |
| Año                | Lugar                | Medalla            | Prueba             |
| ------------------ | -------------------- | ------------------ | ------------------ |
| 2011               | Val Ridanna (Italia) | Medalla de plata   | Persecución        |
| 2011               | Val Ridanna (Italia) | Medalla de bronce  | Velocidad          |